# Ringwall Altes Schloss (Drügendorf)

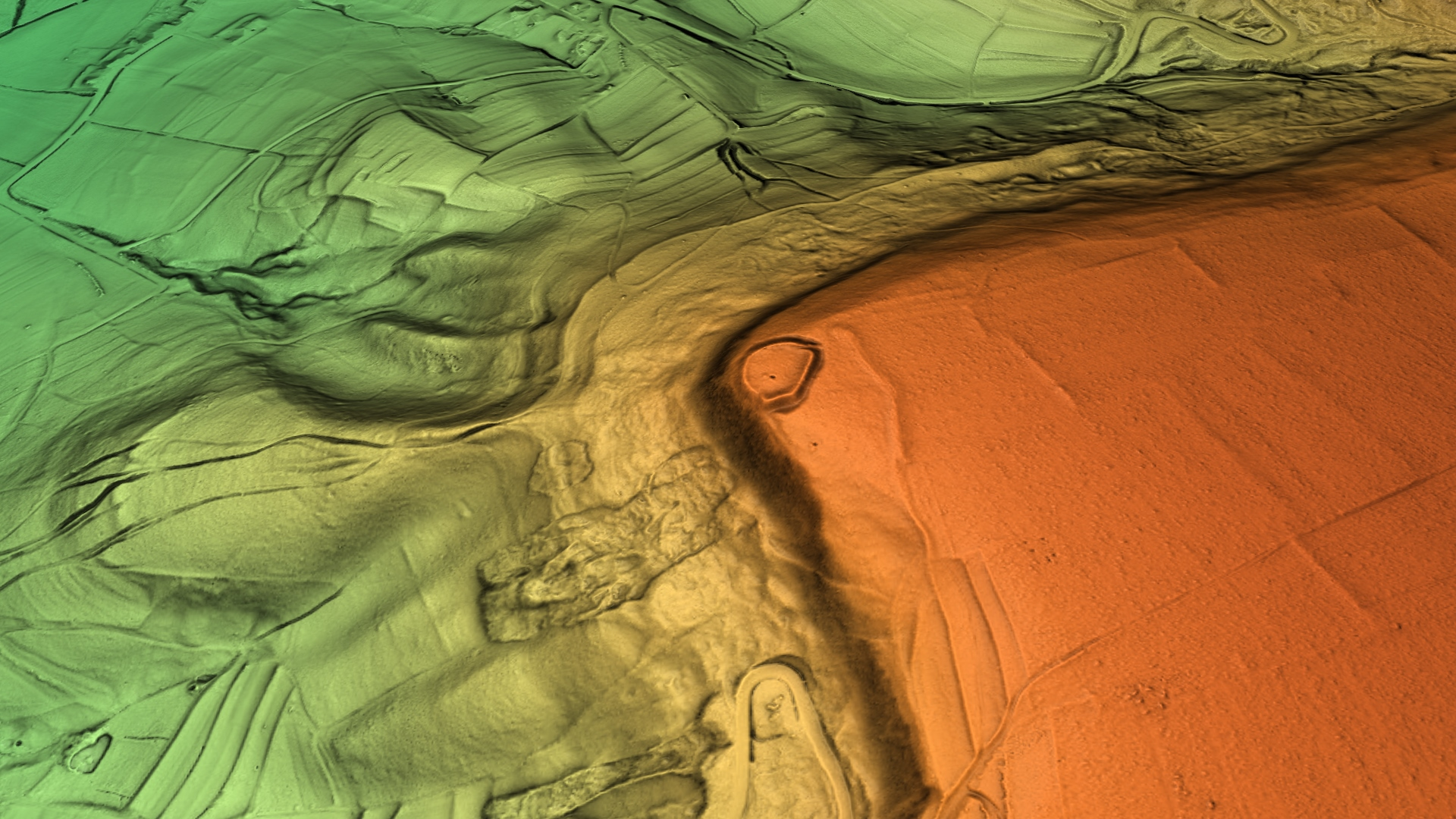
3D-Ansicht des digitalen Geländemodells

Der kleine Ringwall Altes Schloss ist eine abgegangene frühmittelalterliche Befestigungsanlage auf einem von der sogenannten Mirsberger Höhe auf der Langen Meile in das Tal des Eggerbaches ragenden Bergzunge, dem sogenannten Schlossberg. Sie liegt auf 493,4 m ü. NN rund 935 Meter südsüdöstlich der katholischen Pfarrkirche St. Margaretha von Drügendorf in der oberfränkischen Gemeinde Eggolsheim in Bayern, Deutschland. Über diese Wallburg sind keine geschichtlichen und archäologischen Informationen bekannt, Funde, die die Anlage datieren könnten, fehlen bislang. Nach der Typologie der Befestigung wird sie in karolingisch-ottonische Zeit datiert. Erhalten hat sich von der Anlage nur ein Ringwall mit teilweisem Außengraben, die Stelle ist als Bodendenkmal Nummer D-4-6132-0125: „Frühmittelalterliche Ringwallanlage“ geschützt.

## Beschreibung
Der Ringwall befindet sich auf einer sich nach Westen erstreckenden Bergzunge, die etwa 180 Höhenmeter über dem Talboden liegt. Die ovale, 55 mal 35 Meter große Innenfläche der Befestigung wird an allen Seiten von einem Ringwall umschlossen, wobei dieser Wall an der steil abfallenden West- und Nordwestseite bogenförmig verläuft und an der Ost- und Südseite als dreimal umbiegender Abschnittswall gebildet ist. An der Ostseite ist der Wall noch etwa zwei Meter hoch und zehn Meter breit. Im Wallring sind die Reste einer Trockenmauer enthalten. Als weiteres Annäherungshindernis wurde dem Ringwall an der leicht ansteigenden Ostseite zusätzlich ein Graben vorgelagert, der im Norden und im Süden an den jeweiligen Hangkanten ausläuft. Der frühere Zugang lag an der Südwestseite der Anlage, der Wall setzt dort wenige Meter aus.